# Apollinariya Yakubova

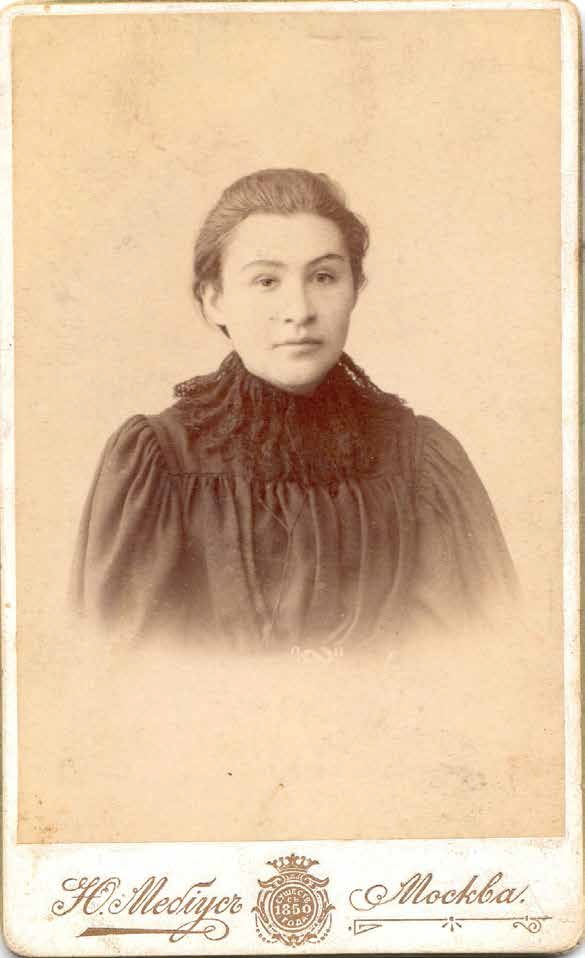
Apollinariya Yakubova em Moscovo antes do seu exílio na Sibéria, 1898

Apollinariya Alexandrovna Yakubova α (em russo : Аполлинария Александровна Якубова, falecida a 1913 ou 1917) foi uma revolucionária marxista russa e, com Vladimir Lenin, um dos fundadores da Liga de Luta pela Emancipação da Classe Trabalhadora.